# Shiro Usazaki
Shiro Usazaki (宇佐崎 しろ Usazaki Shiro?, Prefectura de Nara, 27 de diciembre de 1997) es una ilustradora y mangaka japonesa.

## Carrera
Inicialmente, Usazaki comenzó su carrera publicando en redes sociales como Twitter, donde compartía ilustraciones de sus personajes favoritos. En una de esas ocasiones, subió un fanart de la serie Samon-kun wa Summoner de Shun Numa, que se publicaba en la Weekly Shōnen Jump de Shūeisha, lo que llevó a que el editor responsable de esa serie, Amane Murakoshi, se fijara en ella. Además, Usazaki respondió a un manga sobre sueños premonitorios que Tatsuya Matsuki había publicado en su cuenta de Twitter, lo que resultó en que ambos se siguieran mutuamente en la plataforma.
Posteriormente, Matsuki ganó el premio de plata en el concurso de nuevos talentos Stockin Pro de la Weekly Shōnen Jump, dirigido a aspirantes a guionistas de manga. Tras recibir el premio, Matsuki eligió a Usazaki como la encargada del arte para su obra ganadora, Asagaya Geijutsu Kōkō Eizōka e Yōkoso. El editor responsable, Murakoshi, hizo la oferta oficial desde la cuenta de Twitter de Samon-kun wa Summoner. Como Usazaki no tenía experiencia previa dibujando manga, viajó desde su ciudad natal en la Prefectura de Nara hasta Tokio, donde observó los borradores de My Hero Academia de Kōhei Horikoshi y, con esa referencia, logró completar Asagaya Geijutsu Kōkō Eizōka e Yōkoso. Asagaya Geijutsu Kōkō Eizōka e Yōkoso fue publicado en el número 9 de la revista Weekly Shōnen Jump en 2017, marcando así el debut de Usazaki.
Inicialmente, el plan era que Usazaki realizara la ilustración de varios one-shot escritos por Matsuki, ganando experiencia antes de comenzar una serie regular. Sin embargo, el proyecto para serializar Act-Age, ambientado varios años después de Asagaya Geijutsu Kōkō Eizōka e Yōkoso, fue aprobado, lo que llevó a que Usazaki debutara directamente con una serie continua en lugar de one-shot. Sin embargo, el 8 de agosto de 2020, el autor Matsuki fue arrestado debido a un incidente de abuso sexual forzado. Como resultado, la editorial decidió finalizar la serie Act-Age de manera indefinida, dejando la historia inconclusa. Además, se suspendió la venta de los volúmenes del manga, desde el 1 hasta el 12, de forma indefinida.
En septiembre de 2024, comenzó la serialización de Madan no Ichi en la Weekly Shonen Jump, donde está a cargo de las ilustraciones y Osamu Nishi de la historia original.

## Trabajos

### Manga
- Asagaya Geijutsu Kōkō Eizōka e Yōkoso (阿佐ヶ谷芸術高校映像科へようこそ?) (one-shot; publicado en Weekly Shōnen Jump; historia de Tatsuya Matsuki; 2017)
- Act-Age (アクタージュ Akutāju?) (serializada en Weekly Shōnen Jump; historia de Tatsuya Matsuki; 2020)
- Engan no Cyclops (炎眼のサイクロプス Engan no Saikuropusu?) (one-shot; publicado en Weekly Shōnen Jump; historia de Osamu Ishikawa; 2020)
- Ryū no Eigakan (竜の映画館?) (one-shot; publicado en Shōnen Jump+; historia de Itō; 2022)[7][8]
- Kimi to Aoi Yoru no (キミと青いヨルの?) (one-shot; publicado en Weekly Shōnen Jump; historia de Saori Kida; 2023)[9]
- Madan no Ichi (魔男のイチ?) (serializada en Weekly Shōnen Jump; historia de Osamu Nishi; 2024–presente)[10]

### Novelas ligeras
- Adoroid 11010231224214427 (アドロイド 11010231224214427 Adoroido 11010231224214427?) (publicada por Kadokawa; historia de Teniwoha; 2024)[11]

### Ilustración
- Ilustración clave visual evento en solitario del vtuber Kenmochi Tōya.[12]
- Ilustración de la portada del album «Mahō β» de la vtuber KAF.[13]
- Ilustración visual del escape room Saihate no Mystery Circus Kara no Dasshutsu (最果てのミステリーサーカスからの脱出 Saihate no Misuterī Sākasu kara no Dasshutsu?) organizado por SCRAP.[14]
- Ilustración del audio anime Rhyme Futari de Studio koemee.[15]
- Ilustración de personajes del videojuego RPG SOULVARS desarrollado por ginolabo.[16]